# Schoutenia bivittata
Schoutenia bivittata är en fjärilsart som beskrevs av Sergius G. Kiriakoff 1970. Schoutenia bivittata ingår i släktet Schoutenia och familjen tandspinnare. Inga underarter finns listade.